# كلاس نونينغا
كلاس نونينغا (بالإنجليزية: Klaas Nuninga)‏ (من مواليد 7 نوفمبر 1940) هو لاعب كرة قدم هولندي دولي سابق لعب في نادي غرونينغن وأياكس أمستردام خلال مسيرته.